# Covini

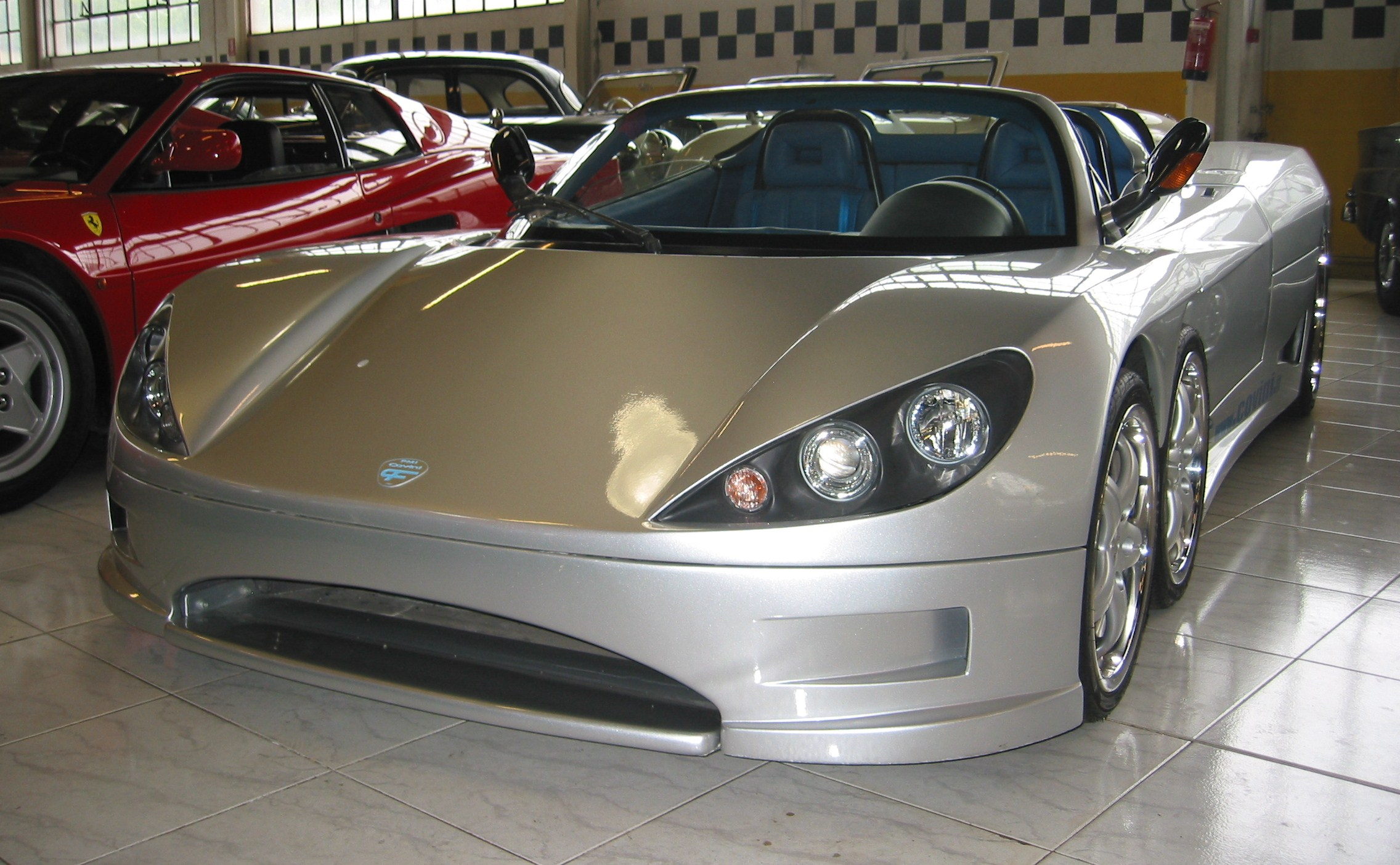
Covini C6W

Covini Engineering is een Italiaans automerk en werd in 1978 opgericht door Ferruccio Covini. Het bedrijf is het best bekend door de Covini C6W, een auto met zes wielen, waarvan in 2004 een eerste prototype werd gepresenteerd en in 2008 een definitief, doorontwikkeld prototype werd opgeleverd. Eind 2010 werd de productieversie gepresenteerd.
Per jaar produceert Covini 6 tot 10 auto's.